# HD 661
HD 661，又名CP-73 4，SAO 255642、HR 32，是一颗恒星，视星等为6.64，位于銀經306.98，銀緯-43.58，其B1900.0坐标为赤經0h 5m 44.4s，赤緯-73° -43.58′ 53″。